# Plains (Montana)
Plains è una città degli Stati Uniti d'America situata nel Montana, nella Contea di Sanders.